# 薩克斯曼德姆
薩克斯曼德姆（Saxmundham）是英國英格蘭薩福克郡的一個集鎮。薩克斯曼德姆位於伊普斯維奇東北約18英里（29）處。2011年人口普查時，薩克斯曼德姆有人口4,913人
人。